# Football Club Torinese
Il Foot-Ball Club Torinese è stata una società di calcio fondata a Torino nel 1894.

## Storia
La squadra era in origine la sezione calcistica del Circolo Pattinatori Valentino Torino, club di pattinaggio (e in seguito di hockey su ghiaccio) nato nel 1874: il primo presidente della compagine fu il marchese Alfonso Ferrero de Gubernatis Ventimiglia. Nel febbraio 1897, la Torinese divenne un sodalizio autonomo e Ferrero di Ventimiglia lasciò la presidenza a Luigi Amedeo di Savoia-Aosta, il Duca degli Abruzzi.
Il primo campo di gioco fu un terreno adiacente alla Patinoire del Valentino, in seguito la compagine si trasferì nel più attrezzato e capiente Velodromo.
Fu tra i club più forti in Italia ai tempi del calcio pionieristico e partecipò al primo campionato italiano; per l'occasione vestì una divisa a strisce verticali oro-nere maglia che fu poi sempre mantenuta. Per diversi anni vi militò come calciatore il futuro commissario tecnico della nazionale Vittorio Pozzo.
Nel 1900 assorbì un altro importante club della città, l'Internazionale Torino fondato nel 1891. Il 3 dicembre 1906 accolse un gruppo di dissidenti dalla Juventus, capitanato da Alfred Dick, con cui operò una fusione per dare vita al Torino.

### Ilrevivalnel 2018
Il 6 settembre 2018 il club giovanile ASD Talent Scout Italia, previa richiesta alla FIGC, ha effettuato il cambio di denominazione in FC Torinese 1894 come forma di omaggio alla società ottocentesca e ne ha assunto i relativi colori sociali giallo e nero.